# Rotglà i Corberà
Rotglà i Corberà – gmina w Hiszpanii, w prowincji Walencja, we wspólnocie autonomicznej Walencja, o powierzchni 6,26 km². W 2011 roku liczyła 1194 mieszkańców.